# Gioacchimism

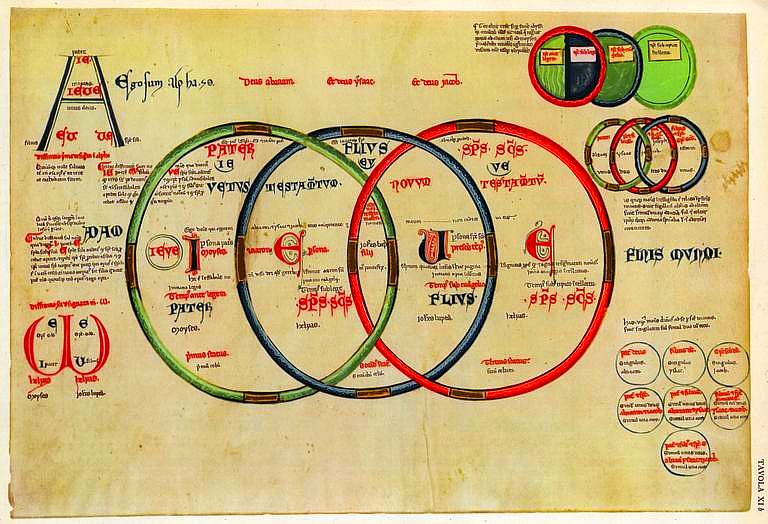
Cele trei milenii: cel Tatălui (cercul verde), cel al Fiului (cel albastru), cel al Duhului (roșu). Acronimul IEVE este transliterarea gioacchimită a tetragramei (numele lui Dumnezeu). Planșa 11 din it, sec. al XII-lea.

Gioacchimismul (uneori și ioachimism) se referă la acele curente religios-filosofice care își au originea în ideile teologului Gioacchino din Fiore (n. 1135 – d. 30 martie 1202). Esența gioacchimismului este credința în desăvârșirea umanității într-o epocă istorică viitoare, a cărei realizare este iminentă. Din acest motiv gioacchimismul este asociat cu concepțiile milenariste, care cred în realizarea Împărăției lui Dumnezeu pe pământ.
În primul rând, cu gioacchimismul poate fi asociat Ordinul Florensian. Ordinul Florensian a fost întemeiat de Gioacchino din Fiore în anul 1189 la Abația San Giovanni in Fiore din munții Calabriei, unde Gioacchino susținea că va fi un „nou Nazaret al Duhului Sfânt”. Primii discipoli ai lui Gioacchino din Fiore au fost Raniero de Ponza, viitor consilier și legat papal, și Luca Campano, viitor arhiepiscop de Cosenza. Ordinul a aprobat printr-o bulă papală la data de 25 august 1196 de papa Celestin al III-lea și fost răspândit în Italia până la jumătatea secolului al XVI-lea, când în 1570 a fost integrat în Ordinul Cistercian. Nu există informații că florensienii ar fi fost radicali în concepțiile lor.
Primii gioacchimiți radicali au apărut în interiorul Ordinului Franciscan, numiții fraticelli, care credeau în iminența survenirii unei epoci a Spiritului/Duhului Sfânt și realizarea desăvârșirii umane pe pământ. Sub influența scrierilor lui Gioacchino din Fiore, aceștia credeau că trecerea spre această ultimă etapă a împlinirii istorice înseamnă și trecerea de la Biserica existentă la cea a unei Comunități a Spiritului, presupunând prin aceasta suspendarea ierarhiei clericale și a sacramentelor, a căror sens mediator se va pierde, deoarece legătura dintre om și Dumnezeu va deveni directă. În 1263, la Sinodul din Arles, ideile gioacchimite propagate de franciscanii radicali (fraticelli) au fost condamnat ca eretice, nu însă și persoana Gioacchino din Fiore.
Ulterior s-au revendicat sau au fost asociate gioacchimismului personaje marcante din istoria Europei: Dante Alighieri, Bonaventura, Jan Hus, Ubertino de Casale, Arnaldus de Villanova, William Ockham, Roger Bacon, Girolamo Savonarola, Thomas Müntzer, Gotthold Ephraim Lessing, Friedrich Wilhelm Schelling și Georg Wilhelm Friedrich Hegel.
În modernitate mai mulți autori au reinterpretat teologic, filosofic sau politic ideile lui Gioacchino din Fiore: Karl Marx, Ernst Bloch, Jacob Taubes, Mircea Eliade,  Erich Vogelin, Ernesto Buonaiuti. O poziție critică față de Gioacchino din Fiore au avut Henri de Lubac, Umberto Eco și Gianni Vattimo. 
Președintele american Barack Obama s-a referit în discursurile sale la Gioacchino din Fiore, numindu-l un „maestru al civilizației contemporane”,
Joseph Ratzinger (Papa Benedict al XVI-lea) în cartea sa despre Teologia istoriei la sfântul Bonaventura a subliniat impulsul pozitiv adus de Gioacchino din Fiore în Biserică și influența sa majoră asupra teologiei și filosofiei lui Bonaventura.

## Alte legături
- Ordinul Florensian
- Ordinul Franciscan
- Abația San Giovanni in Fiore
- Teologia istoriei la sfântul Bonaventura
- Raniero de Ponza
- Luca Campano
- Ubertino de Casale
- Escatologie